# Fabbrica del Vapore
La Fabbrica del Vapore è stato un complesso industriale di prodotti rotabili tranviari e ferroviari, oggi riqualificata come polo multifunzionale. Si trova a Milano, in via Giulio Cesare Procaccini, vicino al cimitero Monumentale.

## Storia
Il 26 gennaio 1899, nell'area intorno a via Messina, a Milano, si insediò la Carminati, Toselli & C., azienda specializzata nella costruzione di materiale per ferrovie e tramvie. Risale probabilmente a quel periodo l'origine del nome per via dei numerosi macchinari industriali operanti a vapore realizzati nella fabbrica. Nel 1907 la ditta fu sciolta e fu così costituita la "Società Italiana Carminati Toselli", la quale si ingrandì notevolmente acquisendo diversi terreni attorno al nucleo originario, arrivando ad occupare l'intero isolato compreso tra le vie Messina, Procaccini, Nono e Piazza Coriolano. Con lo scoppio della Prima Guerra Mondiale la produzione subì dei rallentamenti aggravati dai danni causati dallo scoppio di una bomba su uno dei capannoni (l'attuale "Cattedrale"). Dopo la guerra, grazie alla costante domanda di vetture tramviarie e alla notevole espansione della rete viaria della città di Milano, la produzione aumentò sino a raggiungere una certa floridezza negli anni Venti. Con l'avvento del fascismo tuttavia la situazione cambiò radicalmente sino a giungere allo scioglimento della società nel 1935. Da allora diverse aziende hanno preso possesso dei terreni sino all'anno 2000, momento in cui l'area è diventata l'attuale "Fabbrica del Vapore" grazie al Comune di Milano e a Fondazione Milano.

## Riqualificazione
A partire dal 1999 sono stati presi in considerazione numerosi progetti di riqualificazione. I lavori effettivi sono iniziati nel 2010 dopo la pubblicazione di un bando per la sistemazione dell'area. I 24mila metri quadrati dell'area sono stati restaurati per fare spazio ad ambienti collaborativi quali laboratori e spazi comuni, ma anche spazi aperti ed utilizzabili per altre manifestazioni.
Oggi l'edificio ospita mostre, eventi e manifestazioni locali o internazionali, come il Fuori Salone.